# Dichromodes euscia
Dichromodes euscia är en fjärilsart som beskrevs av Edward Meyrick 1890. Dichromodes euscia ingår i släktet Dichromodes och familjen mätare. Inga underarter finns listade i Catalogue of Life.